# 哈姆扎·伊本·阿布德·穆塔利布

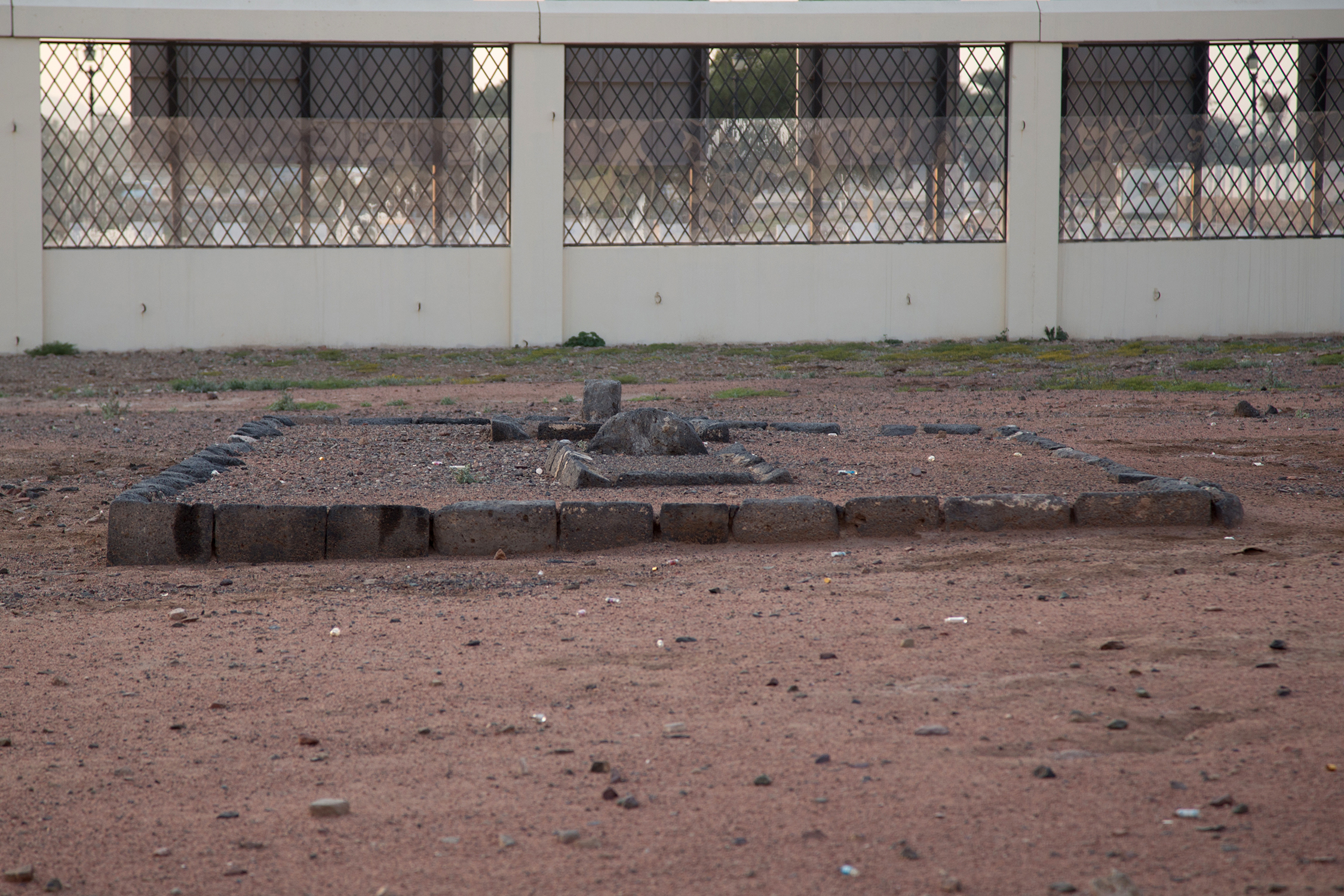
哈姆扎·伊本·阿布德·穆塔利布的墓地

哈姆扎·伊本·阿布德·穆塔利布  (阿拉伯語：حَمْزَة إبْن عَبْد ٱلْمُطَّلِب，约568–625）是伊斯蘭教的先知穆罕默德的薩哈巴。哈姆扎在公元616年左右皈依伊斯兰教，並參加了巴德尔之役，并于公元625年在武侯德戰役中阵亡。